# Uromyces limonii
Espèce
Synonymes
- Aecidium limonii (DC.) Duby[1]
- Aecidium statices Cooke[1]
- Puccinia limonii DC.[1]
- Uredo limonii Duby, 1830[1]

Uromyces limonii est une espèce de champignons de la famille des Pucciniaceae.

## Description
Les spermogonies sont de couleur miel et se présentent en petits groupes.
Les écidies apparaissent généralement dans des taches rouges et brunes des deux côtés de la feuille. Les éciospores sont finement verruqueuses, jaunes et mesurent 21-32 × 18-26 µm. La paroi des spores a une épaisseur de 1 à 1,5 µm.
Les urédies apparaissent des deux côtés des feuilles et sur les tiges. Elles sont allongées et ont un diamètre de 0,5 à 1,5 mm. Les urédospores sont jaune-brun, densément et finement verruqueuses et mesurent 22-32 × 20-28 µm. La paroi des spores a une épaisseur de 1,5 à 2,5 µm et est de couleur brun clair.
Les télies sont présentes des deux côtés des feuilles et sur les tiges. Les téliospores sont unicellulaires, lisses, avec des pores épaissis au sommet jusqu'à 10 µm au sommet. La taille des spores est de 24 à 50 × 14 à 25 µm. La paroi des spores est jaune-brun à marron et a une épaisseur de 1,5 à 2 µm. La tige est brun pâle et mesure jusqu'à 80 µm.

## Répartition
Uromyces limonii est présente dans le monde entier, à l'exception de l'Australie.
Elle est un champignon des plantes halophytes des marécages salés.

## Plantes hôtes
Uromyces limonii est un champignon phytopathogène parasitant plusieurs espèces de plantes : Armeria alliacea, Armeria caespitosa (es), Armeria maritima subsp. elongata, Goniolimon elatum (sv), Goniolimon incanum (sv), Goniolimon speciosum (en), Goniolimon tataricum, Limonium auriculaeursifolium, Limonium bellidifolium, Limonium binervosum, Limonium bonduellei (de), Limonium carnosum, Limonium densissimum, Limonium gmelinii, Limonium humile, Limonium lobatum (en), Limonium macrophyllum (es), Limonium meyeri, Limonium narbonense, Limonium mouretii, Limonium ovalifolium, Limonium pectinatum, Limonium sareptanum (sv), Limonium sinuatum, Limonium virgatum, Limonium vulgare, Psylliostachys spicatus (sv).